# Saint-Sigismond-de-Clermont
Saint-Sigismond-de-Clermont è un comune francese di 172 abitanti situato nel dipartimento della Charente Marittima nella regione della Nuova Aquitania.

## Società

### Evoluzione demografica
Abitanti censiti